# Luca Sosa
Luca Alexander Sosa (n. Isidro Casanova, Argentina; 11 de junio de 1994) es un futbolista argentino nacionalizado ecuatoriano. Juega como defensa y su equipo actual es Newell's Old Boys de la Primera División de Argentina.

## Trayectoria

### Huracán, préstamos y fichaje por el Deportivo Cuenca
Luca Sosa inició su carrera con Huracán en el 2013. En la temporada 2013-14, sustituyó a Eduardo Domínguez para hacer su debut profesional en un empate contra Aldosivi el 12 de abril. Hizo solo dos apariciones en la liga y 3 partidos por Copa Argentina, de la cual salió campeón en la temporada 2014. Posteriormente fue prestado a Talleres de Torneo Federal A en febrero de 2015. Hizo su debut el 11 de octubre contra Cipolletti y marcó el segundo gol del club en una victoria por 1-3. Después de una nueva aparición contra Unión Aconquija días después, Sosa regresó a Huracán, ahora de la Primera División con el cual participó en la Copa Libertadores y Sudamericana.
En julio de 2017, después de dos goles en dieciséis juegos para Huracán, Sosa firmó un nuevo contrato con el club hasta junio de 2019 e inmediatamente se unió al Patronato. Sin embargo, después de regresar de su préstamo de Patronato, partió de Huracán para fichar por el Deportivo Cuenca de la Serie A ecuatoriana, equipo dónde tuvo buenos resultados llegando a jugar dieciséis partidos por el Campeonato Ecuatoriano y dos por Copa Sudamericana.

### Guayaquil City
En el 2019 es contratado por el Guayaquil City. Terminó aquella temporada con treinta partidos jugados y logró marcar 3 goles y 1 asistencia, fue incluido en el 11 ideal del Campeonato Ecuatoriano por sus destacadas actuaciones, siendo de esta manera tomado en cuenta para la temporada 2020.

### Club Sport Emelec
En el año 2021 ficha por el Club Sport Emelec de la Serie A de Ecuador por préstamo de 1 año con opción a compra nacionalizándose ecuatoriano el 15 de enero de ese año para poder jugar con el club.

### Barcelona Sporting Club
En la temporada 2022 es contratado por el Barcelona Sporting Club de la Serie A de Ecuador por préstamo de un año con opción a compra.

## Estadísticas

### Clubes
Actualizado al último partido disputado el 2 de febrero de 2025.
| Club              | País          | Año           | Partidos | Goles |
| ----------------- | ------------- | ------------- | -------- | ----- |
| Huracán           | Argentina     | 2014          | 10       | —     |
| Talleres (C)      | Argentina     | 2015          | 2        | 1     |
| Huracán           | Argentina     | 2016-2017     | 19       | 2     |
| Patronato         | Argentina     | 2018          | 16       | 0     |
| Deportivo Cuenca  | Ecuador       | 2018          | 18       | 0     |
| Guayaquil City    | Ecuador       | 2019-2020     | 56       | 3     |
| Emelec            | Ecuador       | 2021          | 31       | 1     |
| Barcelona S. C.   | Ecuador       | 2022-2024     | 107      | 2     |
| Newell's Old Boys | Argentina     | 2025-act.     | 3        | 0     |
| Total carrera     | Total carrera | Total carrera | 262      | 9     |

### Participaciones internacionales
| Torneo                 | Club             | Resultado        |
| ---------------------- | ---------------- | ---------------- |
| Copa Libertadores 2016 | Huracán          | Octavos de final |
| Copa Sudamericana 2018 | Deportivo Cuenca | Octavos de final |
| Copa Libertadores 2022 | Barcelona S. C.  | Fase 3           |
| Copa Sudamericana 2022 | Barcelona S. C.  | Fase de grupos   |

## Palmarés

### Campeonatos nacionales
| Título           | Club         | País      | Año  |
| ---------------- | ------------ | --------- | ---- |
| Torneo Federal A | Talleres (C) | Argentina | 2015 |

### Distinciones individuales
| Distinción                                         | Año  |
| -------------------------------------------------- | ---- |
| 11 ideal del Campeonato Ecuatoriano                | 2019 |
| Incluido en el 11 ideal del Campeonato Ecuatoriano | 2021 |
| Mejor defensa de la LigaPro                        | 2021 |